# مائوریتسیو کلی
مائوریتسیو کلی (به انگلیسی: Maurizio Cheli) فضانورد اهل کشور ایتالیا است که در ۴ مهٔ ۱۹۵۹ میلادی در مودنا زاده شد. وی در مأموریت اس‌تی‌اس-۷۵ حضور داشته است.